# Баранов, Василий Васильевич
Василий Васильевич Баранов (5 октября 1972, Гомель, Белорусская ССР, СССР) — белорусский футболист, полузащитник. Выступал за сборную Беларуси.

## Карьера
Воспитанник ДЮСШ города Гомель. Отслужив в армии, стал игроком гомельского клуба «ЗЛиН», выступавшим во Второй белорусской лиге. Позднее играл за клуб Высшей лиги «Ведрич-97» (Речица), где обратил на себя внимание руководства калининградской «Балтики», в которую и перешёл в 1996 году.
Известен по выступлениям за московский «Спартак», в составе которого с 1998 по 2003 год четырежды становился чемпионом России. В годы выступления за «Спартак» обладал одним из самых лучших ударов в России, особенно опасными для соперника были штрафные вблизи ворот в его исполнении.
Летом 2003 года по инициативе главного тренера Андрея Чернышова перешёл в ФК «Спартак-Алания» (Владикавказ), который покинул уже осенью того же года. Долго не мог найти себе новую команду, пока в 2005 году не стал выступать за ФК «Рязань-Агрокомплект» (позднее ФК «Рязань») во втором дивизионе России (зона «Центр»). 4 октября 2007 года состоялся последний матч Баранова в профессиональном футболе, когда его «Рязань» в Егорьевске играла с местным «Сатурном». По окончании сезона завершил футбольную карьеру.
За сборную Беларуси дебютировал 7 октября 1995 года в Минске в отборочном матче чемпионата Европы против команды Чехии, завершившимся победой гостей со счётом 2:0. В последний раз сыграл за национальную команду своей страны в 6 октября 2001 года в Кардиффе в отборочном матче чемпионата мира против команды Уэльса, завершившимся победой хозяев со счётом 1:0. В 2003 году Баранов принял решение больше не играть за сборную Беларуси.

## После окончания карьеры
Завершив футбольную карьеру, вернулся в родной Гомель, где и проживает, отказавшись от общения с журналистами и товарищами по сборной Беларуси и московскому «Спартаку», занимаясь рыбалкой и воспитанием детей: дочери и сына. По словам Александра Филимонова, Баранов ещё до ухода из клуба говорил спартаковцам, что после окончания игровой карьеры «его не найдут».

## Достижения
- Чемпион России: 1998, 1999, 2000, 2001
- Бронзовый призёр чемпионата России: 2002
- Обладатель Кубка России: 2002/2003
- Обладатель Кубка чемпионов Содружества: 1999, 2000, 2001
- В списках 33 лучших футболистов чемпионата России (2): № 2 (1998, 2000)
- Лучший новичок чемпионата России (по оценкам «СЭ»): 1996 (ср. балл — 6,11)